# ديانغلو وليامز
ديانغلو وليامز (بالإنجليزية: DeAngelo Williams)‏ هو لاعب كرة قدم أمريكية أمريكي، ولد في 25 أبريل 1983 في ليتل روك في الولايات المتحدة.

## وصلات خارجية
- ديانغلو وليامز على موقع مرجع كرة القدم المحترفة.كوم (الإنجليزية)
- ديانغلو وليامز على موقع قاعدة بيانات المصارعة على الإنترنت (الإنجليزية)